# Adel Moyalali
Adel Moyalali Mogadam –en persa, عادل مجللی مقدم– (Bandar Torkaman, 21 de marzo de 1993) es un deportista iraní que compite en piragüismo en la modalidad de aguas tranquilas. Ganó una medalla de bronce en el Campeonato Mundial de Piragüismo de 2017 en la prueba de C1 200 m.

## Palmarés internacional
| Campeonato Mundial | Campeonato Mundial       | Campeonato Mundial | Campeonato Mundial |
| Año                | Lugar                    | Medalla            | Competición        |
| ------------------ | ------------------------ | ------------------ | ------------------ |
| 2017               | Račice (República Checa) | Medalla de bronce  | C1 200 m           |